# Sarah Thomas (Schiedsrichterin)
Sarah Thomas (* 21. September 1973 in Pascagoula, Mississippi als Sarah Bailey) ist eine US-amerikanische Schiedsrichterin im American Football, die seit dem Jahr 2015 in der NFL tätig ist. Sie trägt die Uniform mit der Nummer 53.
Sie ist die erste Vollzeit-Schiedsrichterin in der NFL-Geschichte sowie die erste Frau in einem Super-Bowl-Schiedsrichtergespann.

## Karriere

### College Football
Vor ihrem Einstieg in die NFL arbeitete sie als Schiedsrichterin im College Football in der Conference USA.

### National Football League
Thomas begann im Jahr 2015 ihre NFL-Laufbahn als Line Judge in der Crew von Pete Morelli beim Spiel der Houston Texans gegen die Kansas City Chiefs. Zur Saison 2017 wechselte sie auf die Position des Down Judge.
Beim Super Bowl LV im Jahr 2021 war sie Down Judge der Crew unter der Leitung von Hauptschiedsrichter Carl Cheffers.

## Trivia
U.a. aufgrund ihres Positionswechsels wurde die Bezeichnung Head Linesman 2017 durch die NFL genderneutral in Down Judge geändert.